# Оболонська районна у місті Києві державна адміністрація
Оболонська районна в місті Києві державна адміністрація (Оболонська РДА) — орган виконавчої влади в Оболонському районі міста Києва.

## Статус
Діє на підставі Закону України «Про столицю України - місто-герой Київ» .

## Історія
30 січня 2001 року  Рішенням N- 162/1139 «Про адміністративно-територіальний устрій м. Києва» Київська міська рада утворила Оболонський район у межах колишнього Мінського району. З цього моменту  Оболонська РДА прийняла на себе повноваження Мінської РДА міста Києва.
У зв'язку з широкомасштабним вторгненням Росії 24 лютого 2022 у відповідності з Указом набула статусу військової адміністрації.

## Структурні підрозділи
- Управління (ЦЕНТР) надання адміністративних послуг
- Відділ культури
- Управління освіти
- Управління житлово-комунального господарства
- Фінансове управління
- Управління соціальної та ветеранської політики
- Служба у справах дітей та сім’ї
- Управління будівництва
- Відділ організаційно-аналітичного забезпечення роботи голови
- Архівний сектор
- Відділ оборонної роботи, мобілізаційної підготовки та мобілізації
- Відділ управління персоналом
- Відділ адміністративно-господарського забезпечення
- Відділ ведення Державного реєстру виборців
- Організаційний відділ
- Відділ роботи із зверненнями громадян
- Відділ організації діловодства та контролю виконавської дисципліни
- Відділ інформаційних технологій
- Відділ з питань внутрішньої політики та зв’язків з громадськістю
- Юридичний відділ
- Відділ обліку та розподілу житлової площі
- Відділ економіки
- Відділ торгівлі та споживчого ринку
- Відділ з питань майна комунальної власності
- Сектор з питань екології
- Відділ бухгалтерського обліку та звітності
- Відділ з питань благоустрою та екології
- Відділ муніципальної безпеки
- Відділ молоді та спорту
- Відділ з питань державної реєстрації юридичних осіб, фізичних осіб-підприємців
- Сектор з питань охорони здоров'я
- Відділ з питань реєстрації місця проживання/перебування фізичних осіб
- Оболонський районний в місті Києві центр соціальних служб
- Центр комплексної реабілітації для дітей та молоді з інвалідністю Оболонського району міста Києва
- Територіальний центр соціального обслуговування (надання соціальних послуг) Оболонського району м. Києва

## Очільники
- Голова РДА Фесик Кирило Олександрович (з 18.5.2020) [4].

## В період війни
Під час широкомасштабного вторгненням Росії 24 лютого 2022, райдержадміністрація діяла в умовах воєнного стану, оскільки територія району регулярно зазнавала ракетні та дронові атаки ворога зі значними руйнуваннями та людськими жертвами,.

### Соціальні мережі
- Сторінка У Фейсбук// Процитовано 21.1.2025